# Ostracisme

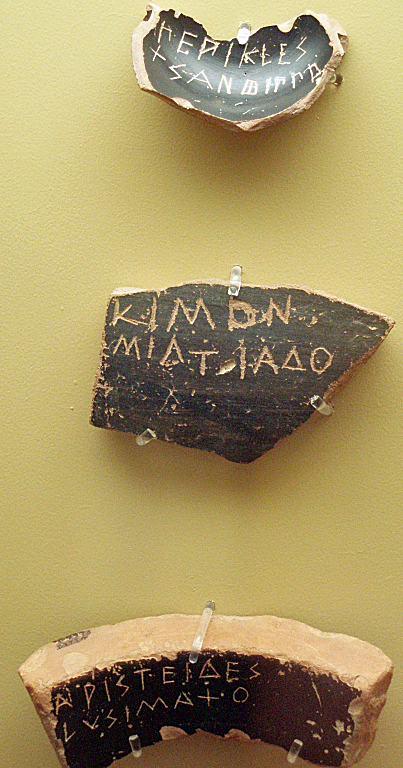
Ostrakon, ὄστρακον. Les persones nominades són de dalt a baix Pèricles, Cimó i Aristides.

L'ostracisme (del grec oστρακισμoς ostrakismós) fou una institució jurídica de la democràcia atenenca utilitzada per a castigar amb un exili temporal de 10 anys a tothom qui pogués representar un perill per a la ciutat. En l'ús corrent l'ostracisme significa excloure algú de la societat o de la comunitat impedint-ne la comunicació. Actualment, s'anomena ostracisme, per extensió de significat, a la sanció social consistent en l'aïllament d'una persona, i que és considerada un mecanisme de control social.
Segons Aristòtil l'ostracisme va ser ideat per Clístenes el 510 aC, però segons alguns s'ha de datar la seva institució vint anys després, quan es va aplicar a Hiparc de Colarges, de la família dels Pisistràtides.
L'ostracisme consistia en una votació, durant la vuitena pritània, quan el nom de l'individu penat havia de ser escrit en un tros de terracota o òstracon. Es feia servir l'òstracon perquè el papir era molt car i importat d'Egipte. Perquè la votació fos vàlida hi havien de participar almenys 6.000 ciutadans. Molts notables polítics democràtics van patir ostracisme. En alguns casos es van aprovar lleis especials per recuperar a ciutadans exiliats, per exemple, en les guerres contra els perses es va recuperar Aristides.
El caràcter polític del judici d'ostracisme emergeix clarament del fet que la condemna no requereix i no comporta una acusació penal: Plutarc, per exemple explica que Aristides va patir ostracisme perquè la seva bona fama i reputació el feien, independentment de les seves intencions, un tirà potencial.
Segons Aristòtil també a Argos es practicava l'ostracisme. A l'obra d'Aristòfanes es diu que a Mègara i a Milet també hi havia ostracisme.

## Ciutadans notables penats amb ostracisme
- Hiparc de Colarges, 487 aC.
- Megacles (fill d'Hipòcrates), 485 aC.[4]
- Xàntip d'Atenes, 484 aC.[5]
- Aristides, 482 aC.
- Temístocles, 471 aC.[4]
- Cimó I, 461 aC.
- Hipèrbol, (417 aC) el darrer de qui es té notícia.